# 小畑英良

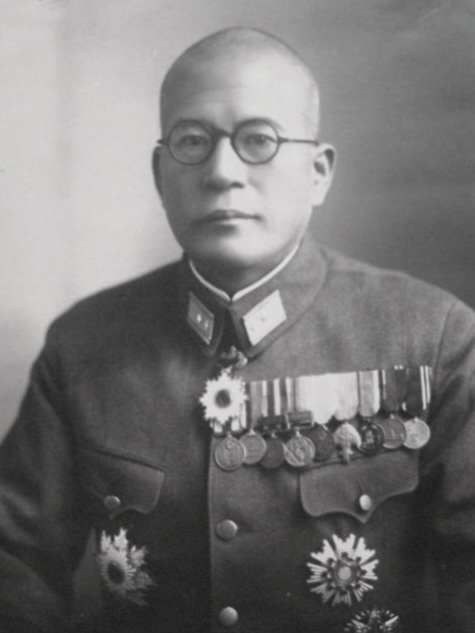
小畑英良

小畑英良（1890年4月2日—1944年8月11日 †），日本大阪府出身，舊日本陸軍將官。陸軍士官學校23期、陸軍大學31期畢業。為漢學者小畑万治郎的五男。官位為陸軍大將從三位勳一等。

## 經歷
大阪陸軍地方幼年學校、陸軍中央幼年學校後，1911年由日本陸軍士官學校畢業，同年12月擔任騎兵第11連隊的騎兵少尉，1919年以優等成績從日本陸軍大學校畢業。之後擔任日本陸軍大學校教官，駐英國、印度陸軍武官，參謀本部演習課長，騎兵第14連隊長等騎兵職務。
1937年開始轉往航空相關職務，歷任明野陸軍飛行學校校長、航空兵團司令部等。1940年升任陸軍中將，經過第5飛行集團長、第5飛行師團長、第3航空軍司令官後。
1944年成為第31軍司令官，同年8月於關島玉碎。戰死後同年九月，升任陸軍大將。

## 年表
- 1911年（明治44年）5月27日 日本陸軍士官學校畢業（23期恩賜）
- 1911年（明治44年）12月26日 任官為陸軍騎兵少尉
- 1919年（大正8年）11月26日 日本陸軍大學校畢業（31期恩賜）
- 1920年（大正9年）8月 升任陸軍騎兵大尉
- 1921年（大正10年）4月 日本陸軍大學校教官
- 1923年（大正12年）4月 駐英國武官
- 1927年（昭和2年）11月15日 駐印度武官
- 1934年（昭和9年）8月1日 陸軍騎兵大佐、參謀本部演習課長
- 1938年（昭和13年）3月1日 升陸軍少將
- 1938年（昭和13年）7月15日 明野陸軍飛行學校校長
- 1940年（昭和15年）12月2日 升陸軍中將・第5飛行集團長
- 1942年（昭和17年）4月15日 第5飛行師團長
- 1943年（昭和18年）5月1日 第3航空軍司令官
- 1944年（昭和19年）2月25日 第31軍司令官
  - 8月11日 於關島戰死
  - 9月30日 晉升陸軍大將
- 1945年（昭和20年）1月31日　勲一等旭日大綬章

## 親族
- 妻 小畑加奈子（川村景明元帥陸軍大將之孫）
- 兄 小畑薫良（外務省翻譯官、翻譯日本國憲法創案）
- 弟 小畑忠良（内閣企劃院次長）・小畑信良（陸軍少將）

## 關聯項目
- 玉碎
- 關島戰役 (1944年)